# Stegonotus
Genre

Stegonotus est un genre de serpents de la famille des Colubridae.

## Répartition
Les espèces de ce genre se rencontrent en Indonésie, en Nouvelle-Guinée et en Australie.

## Description
Ces serpents sont principalement nocturnes.

## Liste des espèces
Selon The Reptile Database (16 mars 2012) :
- Stegonotus batjanensis (Günther, 1865)
- Stegonotus borneensis Inger, 1967
- Stegonotus cucullatus (Duméril, Bibron & Duméril, 1854)
- Stegonotus diehli Lindholm, 1905
- Stegonotus florensis (De Rooij, 1917)
- Stegonotus guentheri Boulenger, 1895
- Stegonotus heterurus Boulenger, 1893
- Stegonotus modestus (Schlegel, 1837)
- Stegonotus muelleri Duméril, Bibron & Duméril, 1854
- Stegonotus parvus (Meyer, 1874)

## Publication originale
- Duméril, Bibron & Duméril, 1854 : Erpétologie générale ou histoire naturelle complète des reptiles. Tome septième. Première partie, p. 1-780 (texte intégral).